# PGC 2140377
LEDA/PGC 2140377 ist eine Galaxie im Sternbild Corona Borealis am Nordsternhimmel. Sie ist schätzungsweise 791 Millionen Lichtjahre von der Milchstraße entfernt und hat einen Durchmesser von etwa 70.000 Lichtjahren. Vom Sonnensystem aus entfernt sich das Objekt mit einer errechneten Radialgeschwindigkeit von näherungsweise 17.500 Kilometern pro Sekunde.
Im selben Himmelsareal befinden sich unter anderem die Galaxien PGC 57993, PGC 2139960, PGC 2141233, PGC 2145352.